# Peace (Album)
Peace ist das achte offizielle Studioalbum des britischen Pop-Duos Eurythmics. Es erschien im Oktober 1999 bei RCA Records und war das einzige Album im Zuge des Comebacks der Gruppe.

## Hintergründe
Anlässlich des Ausscheidens von John Preston, Geschäftsführer von RCA Records, plante seine Ehefrau, im Januar 1998 ein Abschiedskonzert für ihn zu organisieren. Sie fragte auch Annie Lennox und Dave Stewart an, ob sie sich an diesem Konzert als Eurythmics beteiligen wollen. Beide sagten zu und trafen sich um den Jahreswechsel 1997/1998, um gemeinsam zu proben, da sie seit rund acht Jahren nicht mehr zusammen aufgetreten waren. Im Mai 1998 spielten die Eurythmics erneut auf einem Benefiz-Konzert zugunsten der Krebshilfe im Institute of Contemporary Arts in London. Beide Auftritte nährten die Gerüchte um eine Wiedervereinigung der Eurythmics. In einer Pressemitteilung im Juni 1998 wurde dieses Comeback dementiert und für November 1998 eine Best-of-Zusammenstellung mit zwei neuen Liedern angekündigt. Diese nahm das Duo im Juli 1998 auf und schrieb darüber hinaus weitere neue Lieder. Anlässlich der Verleihung der BRIT Awards im Februar 1999 spielten Lennox und Stewart There Must Be an Angel gemeinsam mit Stevie Wonder und gaben aus diesem Anlass kurz darauf bekannt, dass noch im selben Jahr ein neues Album erscheinen soll.

## Entstehung
Die Aufnahmen zum Album fanden im Londoner Heimstudio der Eurythmics mit dem Namen The Church statt. Lennox und Stewart begannen im Februar 1999 mit den Aufnahmen. Als Koproduzent fungierte Andy Wright. Während Stewart den Großteil der Instrumentalspuren unter Beteiligung einiger weniger Sessionmusiker aufnahm, arrangierte Lennox die Streicherparts auf dem Keyboard. Diese wurden vom London Pro Arte Orchestra unter der Leitung von David Whitaker eingespielt. Am 4. Juli 1999 traten die Eurythmics das erste Mal seit der Ankündigung des neuen Albums bei einem Konzert im Hyde Park vor 100.000 Zuschauern auf und spielten zwei der neuen Lieder. Am 5. Juli 1999 gaben die Eurythmics ein weiteres Konzert zu Gunsten von Amnesty International und Greenpeace, als Kulisse im Hafen von London diente das Schiff Rainbow Warrior. Kurz darauf flogen Lennox und Stewart nach Capri, um Clive Davis, Chef ihres US-amerikanischen Plattenlabels Arista Records, das Album vorzustellen.
Vor Erscheinen des Albums wurde am 25. September die Single I Saved the World Today veröffentlicht. Anfang Oktober wurden verschiedene Lieder via amazon.com und aol.com zum exklusiven Download für Vorbesteller des Albums angeboten. Am 14. Oktober 1999 wurde das Album der Öffentlichkeit bei einer Pressekonferenz vorgestellt, bei der die Eurythmics einen Teil der Lieder als Akustikversionen spielten. Die offizielle Veröffentlichung erfolgte am 19. Oktober 1999. Das Plattencover wurde vom Fotografen Richard Avedon gestaltet und zeigt Schwarzweißfotos von Annie Lennox und Dave Stewart.

## Titelliste
1. 17 Again – 4:55
2. I Saved the World Today – 4:53
3. Power to the Meek – 3:18
4. Beautiful Child – 3:27
5. Anything But Strong – 5:04
6. Peace Is Just a Word – 5:51
7. I’ve Tried Everything – 4:17
8. I Want It All – 3:32
9. My True Love – 4:45
10. Forever – 4:08
11. Lifted – 4:49

## Kritiken
Stefan Friedrich von laut.de schreibt, dass das Album ins Ohr gehe und dass wohl kaum einer nach der langen Pause daran geglaubt hätte, dass den Eurythmics so ein Geniestreich gelinge. Die Platte wirke „wunderbar frisch, ausgewogen, lebendig und positiv“. Die US-amerikanische Zeitschrift Out bemerkt, dass die gefühlvollen Kompositionen zwar in der Tradition der Veröffentlichungen in den 1980er Jahren stehen sollen, aber nahezu vollständig auf Synthesizer verzichten. Die Reaktionen der britischen Musikpresse waren überwiegend positiv, das Magazin Q nannte das Album eine „durchweg starke Zusammenstellung, die man bedenkenlos kaufen könne“.

## Kommerzieller Erfolg

### Chartplatzierungen
| ChartsChartplatzierungen       | Höchstplatzierung | Wochen |
| ------------------------------ | ----------------- | ------ |
| Deutschland (GfK)              | 2 (21 Wo.)        | 21     |
| Österreich (Ö3)                | 7 (10 Wo.)        | 10     |
| Schweiz (IFPI)                 | 2 (16 Wo.)        | 16     |
| Vereinigte Staaten (Billboard) | 25 (12 Wo.)       | 12     |
| Vereinigtes Königreich (OCC)   | 4 (9 Wo.)         | 9      |

| ChartsJahrescharts (1999)    | Platzierung |
| ---------------------------- | ----------- |
| Deutschland (GfK)            | 67          |
| Vereinigtes Königreich (OCC) | 75          |

### Auszeichnungen für Musikverkäufe
Peace erreichte Gold-Status in Deutschland für mehr als 150.000, in der Schweiz für mehr als 25.000, in Großbritannien für mehr als 100.000 sowie in den USA für mehr als 500.000 verkaufte Einheiten.
| Land/Region                  | Auszeichnungen für Musikverkäufe (Land/Region, Auszeichnung, Verkäufe) | Verkäufe  |
| ---------------------------- | ---------------------------------------------------------------------- | --------- |
| Belgien (BRMA)               | Gold                                                                   | (25.000)  |
| Deutschland (BVMI)           | Gold                                                                   | (250.000) |
| Europa (IFPI)                | Platin                                                                 | 1.000.000 |
| Frankreich (SNEP)            | Gold                                                                   | (100.000) |
| Italien (FIMI)               | 2× Platin                                                              | (200.000) |
| Kanada (MC)                  | Platin                                                                 | 100.000   |
| Schweden (IFPI)              | Gold                                                                   | (50.000)  |
| Schweiz (IFPI)               | Gold                                                                   | (25.000)  |
| Vereinigte Staaten (RIAA)    | Gold                                                                   | 500.000   |
| Vereinigtes Königreich (BPI) | Gold                                                                   | (100.000) |
| Insgesamt                    | 7× Gold · 4× Platin ·                                                  | 1.600.000 |

Hauptartikel: Eurythmics/Auszeichnungen für Musikverkäufe